# Hugo van Lennep
Hugo van Lennep (Salatiga, Java, 17 april 1913 - Waalsdorpervlakte, 17 februari 1945) zat in het verzet tijdens de Tweede Wereldoorlog.
Hugo van Lennep woonde met het gezin tijdens zijn middelbareschooltijd in de Crayenesterlaan in Haarlem en hockeyde bij BMHC. Hij was lid van de familie Van Lennep en zoon van ir. Herman van Lennep (1891-1951) en Olga Benda. In 1939 vertrok zijn moeder met zijn twee zusjes vanuit Rotterdam op de M.S. Oranje naar Java, waar zijn vader Directeur der Gouvernements Landbouwbedrijven was. Hij ging vervolgens in Delft studeren voor bouwkundig ingenieur. 
Van Lennep maakte als gemobiliseerd sergeant de meidagen van 1940 mee en maakte deel uit van  de 7de Zoeklichtafdeling tegen Luchtdoelen, een eenheid die vliegveld Ypenburg tegen vijandelijke luchtaanvallen moest beschermen. Tijdens het afhalen van proviand bij kasteel Binckhorst werden drie van zijn maten neergeschoten. Mogelijk heeft dit hem gemotiveerd om in het verzet te gaan. Van Lennep ontwierp een monument voor hen, dat in augustus 1940 in de tuin van het kasteel werd onthuld.
Na de capitulatie keerde hij naar Delft terug om zijn studie bouwkundig ingenieur af te maken. In het voorjaar van 1943 weigerde hij de loyaliteitsverklaring te tekenen. Korte tijd later gaf hij ook geen gevolg aan de oproepen tot tewerkstelling en krijgsgevangenschap. Hij dook onder in Den Haag. Toen zijn moeder met zijn zusters en zwager op Java aankwamen, was daar inmiddels op 1 maart 1942 de Japanse troepenmacht geland, zodat zij in verschillende kampen op Java en Sumatra waren opgesloten.
Van Lennep raakte betrokken bij het  verzet van de Delftse studenten. Hij maakte illegale radiozenders en verzorgde bij uitgeverij De Bezige Bij de uitgave van het boekje 'Moffenspiegel'. Hij werkte ook voor Het Parool en bracht berichten rond.
Eind 1944 besloot hij samen met Dirk Geerlings om de grote rivieren over te steken naar bevrijd Nederland. Twee pogingen mislukten. Bij de derde poging, ditmaal ook in gezelschap van Jan Dirk van Bilderbeek, die familie was van Hugo. Zij werden begin januari 1945 in de Biesbosch bij Dubbeldam door Duitsers gearresteerd, in Dordrecht opgesloten en naar de gevangenis van Scheveningen (Oranjehotel) gebracht. Op 17 februari 1945 werden zij zonder uitleg weggehaald en op de Waalsdorpervlakte geëxecuteerd. 
Zijn familie in Nederlands-Indië overleefde de oorlog en zij vonden elkaar weer. In 1946 vertrokken zijn moeder en zusters naar Nederland en zochten vergeefs naar Hugo. Twee jaren later bleek dat de mannen op de Waalsdorpervlakte waren gefusilleerd. Hij werd in grafkuil 264 teruggevonden en op Eerebegraafplaats Bloemendaal in Overveen herbegraven.